# 제르미날 (1993년 영화)
제르미날(Germinal)은 이탈리아에서 제작된 끌로드 베리 감독의 1993년 드라마 영화이다. 에밀 졸라의 동명의 소설을 바탕으로 제작되었다. 미우 미우 등이 주연으로 출연하였고 클로드 베리 등이 제작에 참여하였다.

## 출연

### 주연
- 미우 미우
- 쥐디뜨 앙리
- 르노
- 장 카르메
- 쟝 호제 밀로
- 제라르 드빠르디유

### 조연
- 로랑 떼르지에프
- 베르나르 프레송
- 쟝 삐에흐 비쏭
- 자크 다끄민
- 아니 뒤프레

## 제작진
- 원작자: 에밀 졸라
- 협력프로듀서: 보도 스크리바
- 미술: 크리스티앙 마르티
- 의상: 실비 고트레릿
- 의상: 캐롤라인 드 비베스

## 한국어 더빙 성우진(MBC, 2006년 4월 29일)
- 안지환 - 에티엔 (르노)
- 최한 - 마으 (제라르 드빠르디유)
- 윤성혜 - 마으드 (미우 미우)
- 김지영 - 까트린 (쥐디뜨 앙리)
- 방성준 - 본모르 (장 카르메)
- 이상훈 - 샤발 (쟝 호제 밀로)
- 변종필 - 라스뇌르 (쟝 삐에흐 비쏭)
- 장성호 - 매그라 (제라드 크로스)
- 김명수 - 드늘랭 (베르나르 프레송)
- 김태훈
- 정남
- 송준석
- 채의진
- 이원찬
- 김두희
- 류승곤
- 이민하